# علي باشا الدرويش
علي باشا الدرويش أحد ولاة الدولة العثمانية وقد ولي بغداد سنة 982 ه‍/1574م، خلفا للوالي عبد الرحمن باشا. وكانت قد عهدت إلى الوالي علي باشا الدرويش إدارة الأحساء وولاية البصرة ثم وجهت إليه إيالة بغداد، ومات فيها. والظاهر أنه توفي في سنته (982 ه‍/1574م) كما يفهم من تاريخ من اتى بعده، حيث نصب الوالي الوند زاده علي باشا خلفاً له في نفس السنة.